# Мелітопольська вулиця (Київ)
Меліто́польська ву́лиця — вулиця в Голосіївському районі міста Києва, місцевість Саперна слобідка. Пролягає від вулиці Уласа Самчука до кінця забудови.
Прилучається Бузька вулиця.

## Історія
Вулиця виникла у 40-ві–50-ті роки XX століття під назвою 777-ма Нова. 1953 року отримала назву Байкальська вулиця, на честь озера Байкал.
Сучасна назва на честь міста Мелітополь — з 25 серпня 2022 року.
У середині XX століття також існувала Мелітопольська вулиця в Подільському районі.